# 1879年ウィンブルドン選手権
1879年に行われた、第3回 ウィンブルドン選手権（だい3かいウィンブルドンせんしゅけん）に関する記事。イギリス・ロンドン郊外にある「オールイングランド・ローンテニス・アンド・クローケー・クラブ」にて開催。

## 大会の流れ
- 1878年の第2回大会から「チャレンジ・ラウンド」（Challenge Round, 挑戦者決定戦）と「オールカマーズ・ファイナル」（All-Comers Final）で優勝を決定する方式になった。大会前年度優勝者を除く選手は「チャレンジ・ラウンド」に出場し、前年度優勝者への挑戦権を争う。前年度優勝者は、無条件で「オールカマーズ・ファイナル」に出場できる。チャレンジ・ラウンドの勝者と前年度優勝者による「オールカマーズ・ファイナル」で、当年度の選手権優勝者を決定した。
- 男子シングルスのチャレンジ・ラウンドにエントリーした選手は45名で、うち36名が初出場だった。文献に掲載されている記録は、準々決勝以後になる。
- 1879年から男子ダブルス競技が始まったが、1883年まではオックスフォードで実施された。男子ダブルスがオールイングランド・クラブで実施され、正式な優勝記録表に掲載されるのは1884年以後になる。

## 大会前年度優勝者
1878年優勝者、フランク・ハドーは本大会に出場しなかった。前年優勝者が出場しなかった場合は、「チャレンジ・ラウンド」決勝で優勝者が決まる。

## チャレンジラウンド

### 準々決勝
- ジョン・ハートリー vs. C・G・ヒースコート　6-4, 6-3, 6-3
- C・F・パー vs. C・D・バリー　6-2, 6-5, 6-4
- ビア・セント・レジャー・グールド vs. G・E・テーバー　6-2, 6-5, 5-6, 6-3

### 準決勝
- ジョン・ハートリー vs. C・F・パー　2-6, 6-0, 6-1, 6-1
- ビア・セント・レジャー・グールド　試合なし → 決勝へ

### 決勝
- ジョン・ハートリー vs. ビア・セント・レジャー・グールド　6-2, 6-4, 6-2　（ハートリーが本大会の優勝者になる）

## 男子ダブルス決勝
- ロバート・アースキン＆ハーバート・ローフォード vs. G・E・テーバー＆デュラント　4-6, 6-4, 6-5, 6-2, 3-6, 5-6, 10-8

オックスフォード開催の第1回男子ダブルスは、決勝戦が最大7セット・マッチで行われ、セットカウント 4-3 でアースキン＆ローフォード組が優勝した。